# K.J.V. Steenstrup Glacier

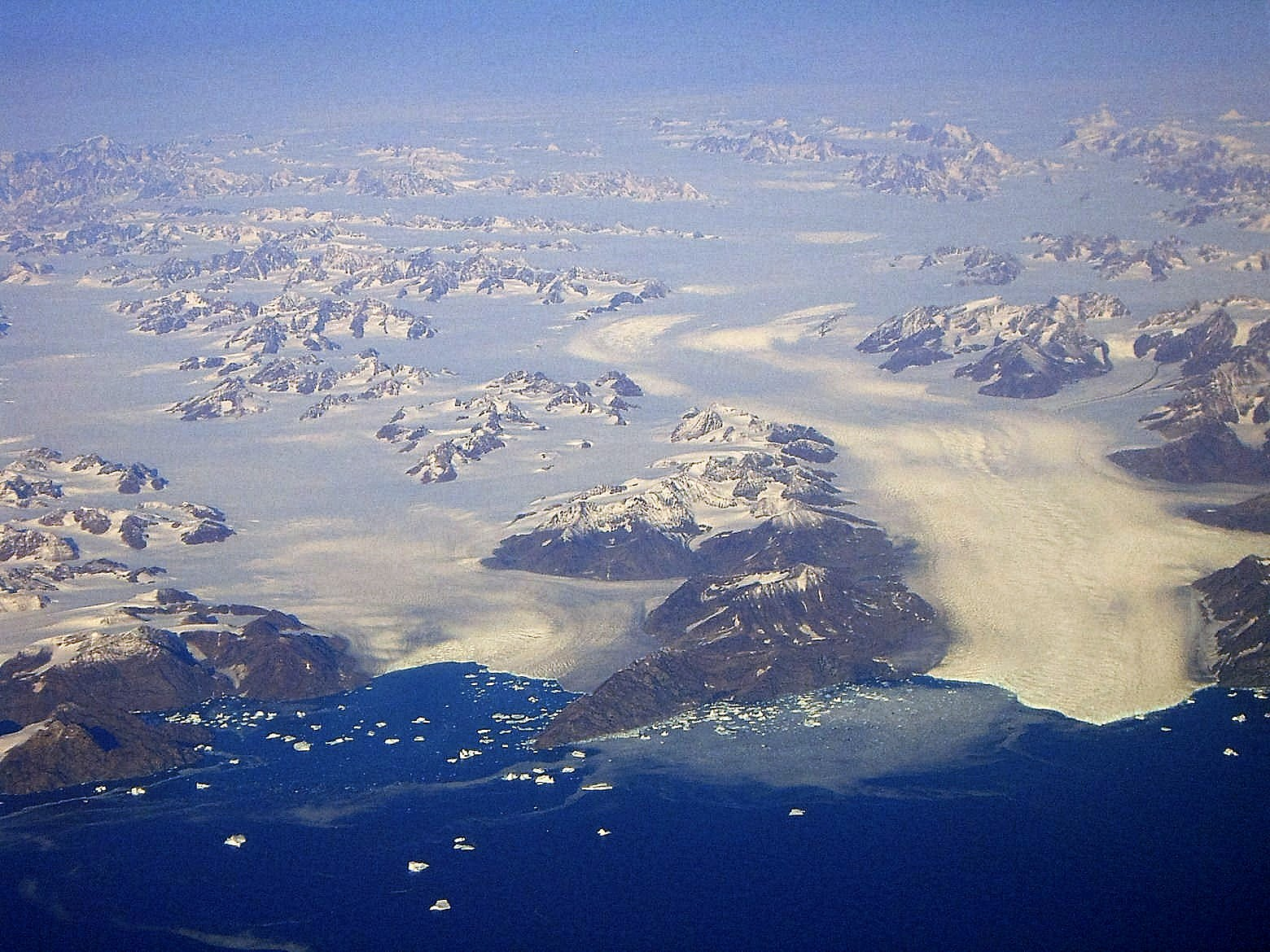
Norr är till höger i bilden.

K. J. V. Steenstrup Glaciären är en Glaciär vid den östra kusten av Grönland, i kommunen Sermersooq. 
Den består av två nästan parallella glaciärer, Norra K. J. V. Steenstrup Glaciären (danska: K.I.V. Steenstrups Nordre Bræ) och Södra K. J. V. Steenstrup Glaciären (danska: K.I.V. Steenstrups Søndre Bræ). Glaciärerna uppkallades efter den danska geologen och Grönlandsutforskaren K. J. V. Steenstrup (1842-1913).

## Geografi
K. J. V. Steenstrup Glaciärer har sitt ursprung i ett bergigt istäckt område öster om Schweizerland. De flödar från nordväst i ungefärlig sydöstlig riktning.
Glaciärerna slutar på den östra kusten av den Grönländska inlandsisen, ca 8 kilometer väster om Kap Gustav Holm. Ändpunkten för Norra K. J. V. Steenstrup Glaciären ligger vid mynningen av Ikersuaq (Ikertivaq) fjorden.

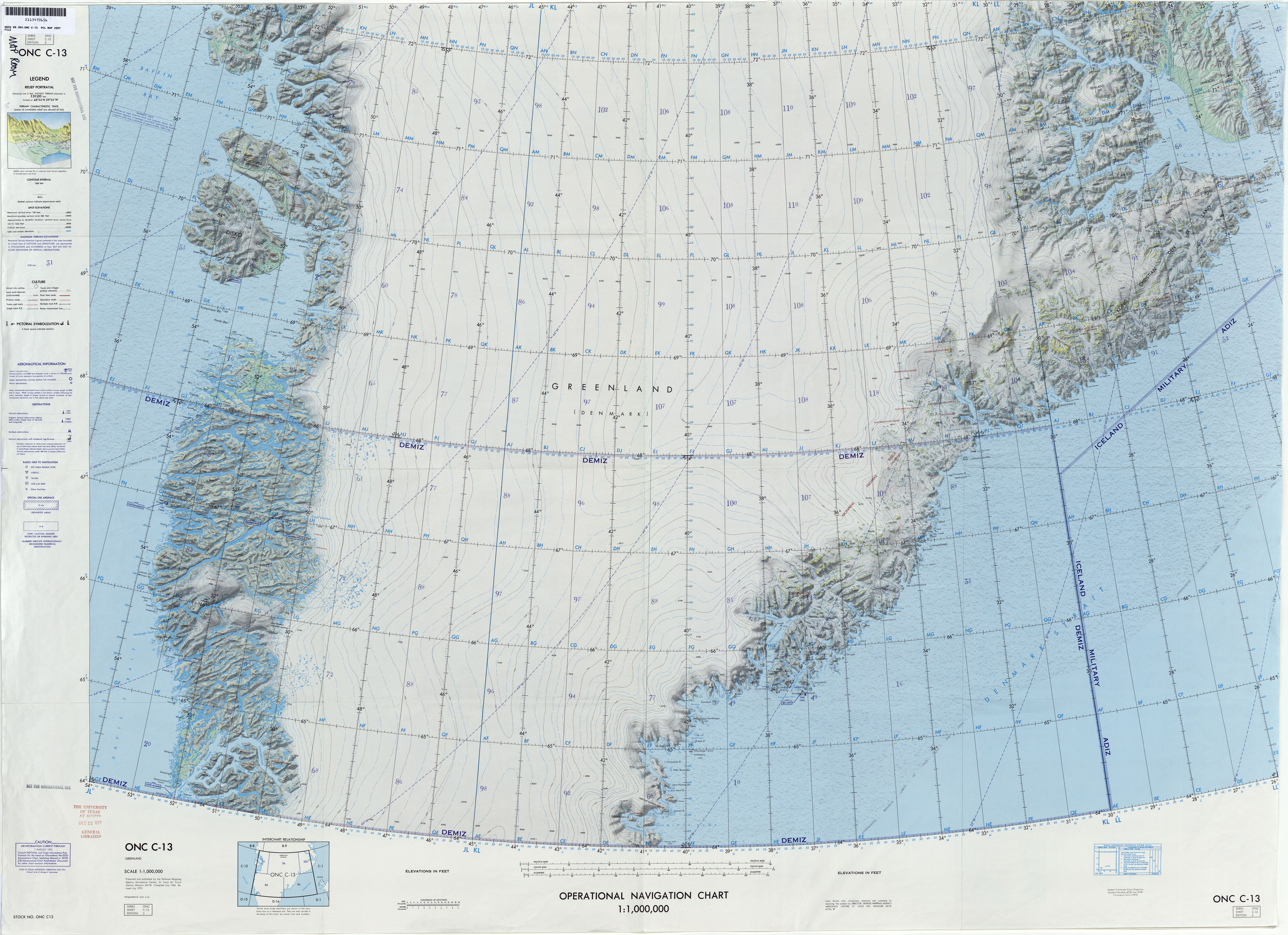
Karta över Grönland avsnitt.